# Lernanthropus togatus
Lernanthropus togatus is een eenoogkreeftjessoort uit de familie van de Lernanthropidae. De wetenschappelijke naam van de soort is voor het eerst geldig gepubliceerd in 1971 door Kabata.